# 高林 (排球运动员)
高林（1969年10月13日—），中国女子排球运动员，中国国家女子排球队成员。她曾代表中国参加1992年夏季奥运会女子排球比赛，最终获得第7名。